# Harnäs

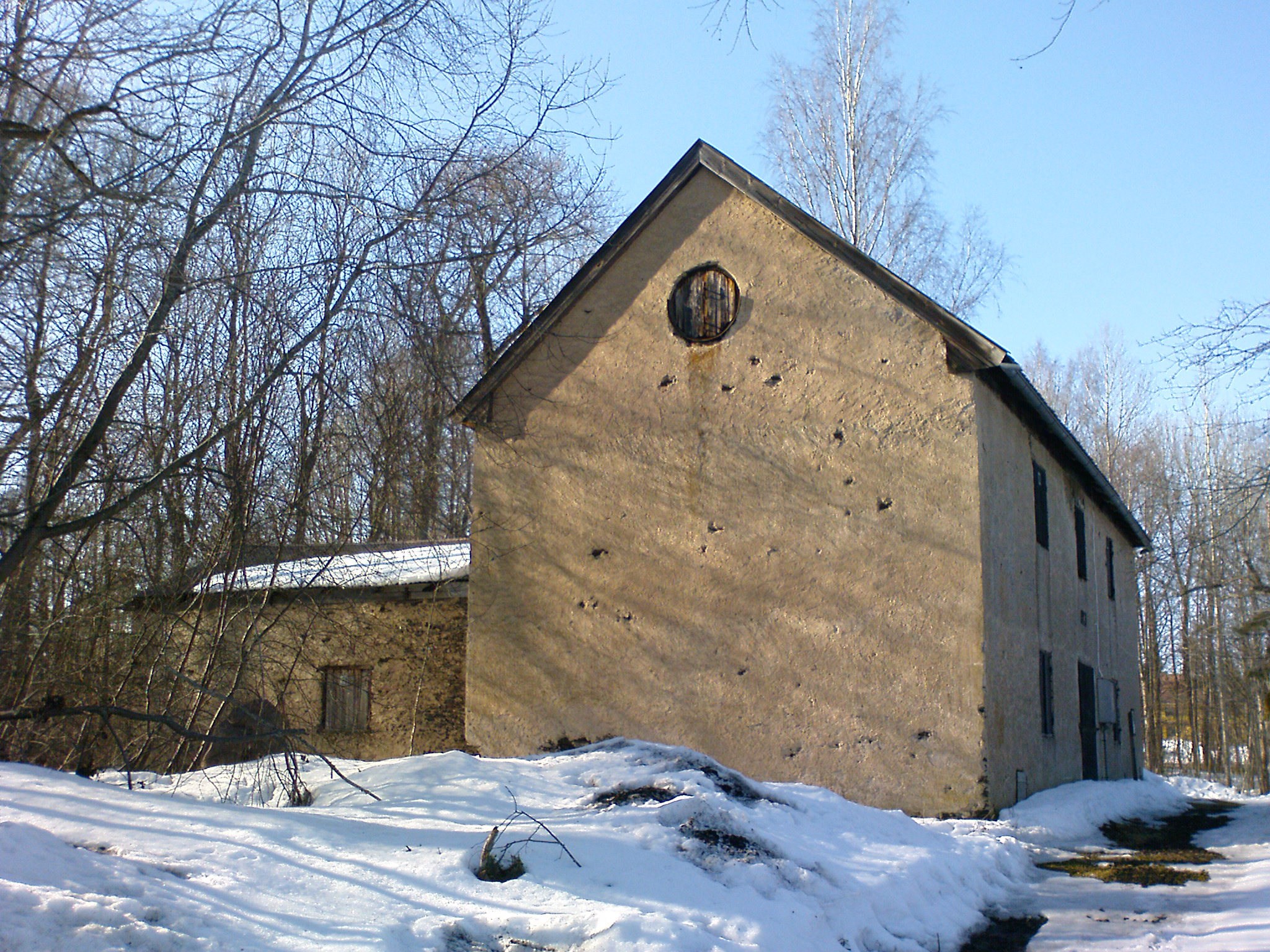
Brännvinsmagasinet i Harnäs, placerat precis på gränsen mellan Norrland och Svealand

Harnäs är en ort och ett gammalt vallonbruk som ligger strax norr om Skutskär, i Älvkarleby och Gävle kommuner.
Bruket anlades 1659 av Claes Depken och David Leijel först med en masugn. Senare anlades även en smedja då det blev för dyrt att transportera tackjärnet till Älvkarleö.  Under rysshärjningarna 1719 brändes bruket ner men återuppbyggdes senare. 1882 övertogs det av Söderfors bruks AB men lades ned 1911.
Här finns den enda byggnad som ligger både i Norrland och i Svealand. Byggnaden uppfördes 1813 som spannmålsmagasin och brännvinsförråd.
Kemisten och nobelpristagaren The Svedberg föddes den 30 augusti 1884 i Fleräng, Harnäs som på den tiden låg i Valbo socken.

## Befolkningsutveckling
Vid folkräkningen 1900 räknas 1 511 invånare i det "köpingsliknande samhället" Harnäs, fördelat på 817 i Gävleborgs län och 694 i Uppsala län. Det föreslås samtidigt att Harnäs kan räknas samman med Skutskär och Bodarne som en agglomeration med sammanlagt 5 850 invånare.
| Befolkningsutvecklingen i Harnäs 1900–1900 | Befolkningsutvecklingen i Harnäs 1900–1900 | Befolkningsutvecklingen i Harnäs 1900–1900 | Befolkningsutvecklingen i Harnäs 1900–1900 | Befolkningsutvecklingen i Harnäs 1900–1900 |
| ------------------------------------------ | ------------------------------------------ | ------------------------------------------ | ------------------------------------------ | ------------------------------------------ |
|                                            |                                            |                                            |                                            |                                            |
| År                                         |                                            |                                            | Folkmängd                                  |                                            |
| 1900                                       | 1900                                       |                                            | 1 511                                      | †                                          |
| † Som köpingsliknande samhälle 1900.       |                                            |                                            |                                            |                                            |